# Viktorija Badenska
Viktorija Badenska (polno ime Sophie Marie Viktoria), * 7. avgust 1862, Karlsruhe, Baden, † 4. april 1930, Rim, Italija.
S poroko s kraljem Gustavom V. je bila kraljica Švedske. Med razvojem demokracije je bila politično aktivna na konzervativen način in je bila znana kot pro-nemka v času prve svetovne vojne.

## Odraščanje
Princesa Viktorija se je rodila 7. avgusta 1862 v gradu v Karlsruhu v Badenu kot edina hčerka velikega vojvoda Friderika I. Badenskega in princese Ludovike Pruske. Odraščala je v gradu v Karlsruheju s svojima dvema bratoma Friderikom in Louisom. V poletnih mesecih se je družina preselila v poletno palačo v Mainau. Redno so obiskovali nemškega cesarja v gradu Babelsberg zunaj Berlina. Včasih so šli izlete v St. Moritzu v Švici, na zahodno obalo Francije ali na katero koli angleško obmorsko letovišče. Rečeno je bilo, da je bila Ludvika zelo stroga s svojimi otroki in da so morali spati v hladnem prostoru na trdih ležiščih, da bi se tako pozdravili, vendar pa je bila posledica tega slabo zdravje Viktorije.
Njena šolska izobrazba se je začela leta 1871 s 15 dekleti na gradu. Viktorija govori poleg maternega jezika še francoščino in angleščino. Dobro je oblikovala in slikala ter je bila nadarjena fotografinja. Kot dovršena pianistka je rada igrala Chopina, Beethovna in svojega najljubšega skladatelja Wagnerja. Viktorija se je naučila tudi veliko Schillerjevih balad in Uhlandovih pesmi.
Pri šestnajstih je Viktorija imela konfirmacijo v nedeljo v adventu leta 1878 v Badnu. Po tem je vojvodinja Louise organizirala tečaje na gradu v slikarstvu, glasbi, jezikih in zgodovini. Avstrijski dirigent Felix Mottl je učil Viktorijo ceniti Wagnerja, in ko je skladatelj Franz Liszt obiskal grad, je Viktorija igrala Schuberta.
Preden je spoznala švedskega princa Gustava je bila zaljubljena v ruskega velikega vojvoda Nikolaja, bratranca carja Nikolaja. Car ni dovolil zakonske zveze med njima, saj sta bila ona in Nikolaj bratranca v prvem kolenu in ruska pravoslavna Cerkev ni dovoljevala poroke med prvimi bratranci sestričnami. Njena mati jo je želel poročiti z nemškim princem Viljemom, vendar jo je nemški kancler Bismarck zavrnil, ker bi tudi ta poroka bila med bratrancem in sestrično.
Z vprašanjem poroke prestolonaslednika Gustava sta bila zaposlena njegova starša na koncu 1870. Kralju Oskarju se je zdelo primerno, da bi tesneje povezal vezi z Nemčijo, nakar bi bila primerna na primer hčerka nemškega prestolonaslednika, princesa Šarlota Pruska. Švedski tisk je razmišljal o poroki s princeso Viktorijo Hesse in Rena. Kraljica Sofija je razmišljala o poroki z britansko kraljevo družino, vendar prestolonasledniku Gustavu najmlajša hčerka kraljice Viktorije, princeso Beatricijo, ni vzbudila nobenega interesa.
Jeseni 1879 je bil Gustav poslan opazovati nemške jesenske manevre izven Strassbourga. Medtem ko se je bil na obisku v Londonu, je Gustav spoznal Viktorijinega brata Friderik, in tako je spoznal Viktorijo in njene starše. Po koncu manevrov je bil na obisku pri badenskemu princu in tam je bil gost družine velikega vojvoda.

## Prestolonaslednica
Februarja 1881 je bil prestolonaslednik Gustav 27. februar 1881 poslan, da se udeleži poroke princa Viljema in princese Avguste Viktorije Schleswig-Holstein. Na obisku cesarice Avguste se je tam princ prvič srečal z Viktorijo. V pismu Gustava svoji materi je mogoče zaslediti ljubezen: Vsi ljudje so bolj ali manj opazili, da se imava rada med seboj, vendar me to sploh ne moti. Odločil sem se zanjo in počutim se presrečno. Veliki vojvoda Friderik je prosil Gustava, naj ostane še nekaj dodatnih dni. Že teden dni po prvi seji je prestolonaslednik prosil za njeno roko. Dne 12. marca je bila objavljena zaroka.
Prestolonaslednik je bil nato prisiljen se vrniti v Stockholm, saj je kralj Oskar trpela za pljučnico. Ko se je opomogel, se je Gustav lahko vrnil v Karlsruh, kjer je praznoval veliko noč s svojim bodočo ženo in njeno družino. Maja je kralj Oskar odpotoval v nemško zdraviliško mestu Bad Ems, kjer je imela Viktorija priložnost, da ga spozna. Skupaj s kraljico Sofijo je potoval na grad Brühl med Kölnom in Bonnom, kjer se je sestal z nemško cesarico Avgusto in določil praktične ureditve v zvezi s poroko.
Preostali del poletja je Viktorija prebivala v Badnu pri svojih starših v St. Moritzu. Viktorija se je tam učila švedski jezik. Za njen rojstni dan v avgustu jo je prestolonaslednik Gustav ponovno obiskal. Profesorja Oscarja Alina so najeli, da bi Viktorijo naučil o političnih razmerah na Švedskem in Oskar II. jo je kasneje osebno dal na tečaj v zgodovini švedskega Ustave.
Princesa Viktorija se je poročila 20. septembra 1881 v Karlsruhu s kronskim princem Gustavom Švedskim in Norveškim. Od takrat naprej je uporabljala ime Victoria. Nemški cesar in cesarica sta bila prisotna na poroki in zakon je bil narejen kot znak, da je Švedska pripadala nemškemu področju Evrope. Zakon je bil popularen na Švedskem, kjer je bila klicana princesa Vase zaradi njenega porekla iz dinastije Vasa in prejela je zelo izpopolnjeno dobrodošlico na uradni procesiji 1. oktober 1881 v Stockholmu. 1. februar 1882 sta Viktorija in Gustav obiskala Oslo, kjer so jih pozdravili s procesijo 3000 nosilcev bakel.
Par se naselil v kraljevi palači v kasnejšem nadstropju princese Sibyle, kjer je kraljica Jožefina živela do svoje smrti, in ga je kasneje prevzela princesa Sibila s svojimi otroci.
Po svečanosti je mladi par odpotoval nazaj v Nemčijo, kjer je dvignil Viktorijine starše in se nato s sorodniki sestal v Neuwiedu in Berlinu in na koncu nekaj dni na danskim sodiščem za srečanje s sestrično Gustava, kraljico Louise. Februarja 1882 je prestolonaslednik obiskal norveško glavno mesto Christiania.
Viktorija je dejavno sodelovala v družbenem življenju v Stockholmu in je organizirala plese, bazarje in različne umetniške večere. Postala je znana po svojih dobrodelnih dejavnostih, ki so bile pogosto razlog za srečanja in praznovanja. Težko ji je bilo prilagoditi se na različne tradicije na švedskem dvoru, in zaman je poskušala uvesti nemških obrede in sistem monarhov, ki je bila veliko bolj stroga oblika. Dokler je bila Viktorija dobrega zdravja, je aktivno vložila svoje življenje na prostem in je velikokrat šla na vožnjo skupaj z Gustavom.
V poletnih mesecih leta 1882 je postalo jasno, da je Viktorija noseča in novembra 1882 je rodila sina Gustava Adolfa. Kralj Oskar je prepovedal, da bi mali princ dobil nemško ime. Ni hotel, da bi se njegov vnuk imenoval Fritz ali Wilhelm, toda Viktorija je dala novorojenčku drugo in tretje ime Friderik Viljem. Po porodu je bila Viktorija slabotna in je imela težave z bronhiji ter je šla zato k doktoriju J. G. Metzerju v Amsterdam. Po rojstvu prvega otroka leta 1882 je trpela za depresijo in po tem je pogosto preživljala zime v zdraviliščih v tujini. Od tega leta naprej do svoje smrti je preživljala zimo zunaj Švedske. Do leta 1888 so jo zimski izleti naredili nepriljubljeno in opisana je bila kot za zelo ošabno osebo. Leta 1889 je imela pljučnico in zdravniki so ji uradno ukazali naj preživi hladne švedske zime na južnem podnebju. Zaradi svojih bivanj v tujini je bila v konfliktu s svojim tastom in taščo.
Njen drugi sin Viljem je bil rojen leta 1884 in leta 1889 se je rodil najmlajši sin Erik. Erik je bil bolehen in je trpel za epilepsij ter imel motnjo v razvoju. Njegovo rojstvo je bilo težko in zatem je Viktorija trpela za pljučnico, ki je nikoli zares ni prebolela.
Družini Gustava in Viktorije sta ju združila in njen zakon naj o poročilih ne bi bil srečen. Skupaj sta imela tri otroke. Od 1980-1891 sta Viktorija in Gustav potovala v Egipt, da bi popravila svoje razmerje, vendar to ni uspelo, domnevno zaradi Viktorijinega interesa z enim od dvorjanov. To potovanje v Egiptu je ponovila v letu 1891-1892. Po letu 1889 se šteje, da se je po oceni Larsa Elgklouja osebni odnos med Viktorijo in Gustavom končal zaradi Gustavove biseksualnosti.
Zelo je neodobravala poroko leta 1888 med svojim svakom princem Oskarjem in svojo dvorno damo Ebbo Munck af Fulkila.
Opisana je bila za močno-voljno žensko in umetniško nadarjeno. Bila je dodelana amaterska fotografinja, slikarka in kiparka. Na svojem potovanju v Egiptu in Italiji se je tako fotografirala in barvala v veliki meri ter eksperimentirala z različno foto-razvojno tehniko, ki so proizvedli visoko kakovostno fotografsko delo. Opisana je bila tudi za spretno kolesarko.

## Kraljica
Ko je njen tast kralj Oskar II. umrl 8. decembra 1907, je Viktorija postala kraljica Švedske. Kot kraljica je bila na Švedskem prisotna le med poletjem, vendar je vseeno prevladovala na dvoru . Naslednje leto je bila prenapolnjena s prejetimi in dostavljenimi državniškimi obiski in drugimi uradnimi dolžnosti. Med drugim so Švedsko 27. aprila obiskali kralj Edvard VII. Britanski, kraljica Aleksandra in njena hčerka princesa Viktorija. Sama je potovala s svojim možem v London, Pariz, Berlin in na Dunaj.
V naslednjih letih je bilo veliko takšnih uradnih obiskov. Leta 1913 je kraljevi par prevzel na primer državniški obiski kralja Viktorja Emanuela III. Italijanskega in kraljice Elene. Dokler je mogla, je pogosto sodelovala v neformalnih pogovorih s predstavniki švedskih strankarskih politikov.
Dogovorila se je za poroko med svojim sinom Viljemom in veliko vojvodinjo Marijo Pavlovno Rusko leta 1908. Viktorija se ni udeležila slovesnosti, vendar je par obiskala v Karlsruheju na medenih tednih. Mariji ni bilo všeč na Švedskem in v svoj dnevnik je zapisala: Strašna misel - iz leta v leto sem s tem mladeničem in obkrožena s to idiotsko družino! Moj Bog! Jeseni 1913 je pojasnila, da si je njen mož želel razvezo in šel takoj v Pariz. Po razvezi je Viktorija poskrbela za njunega 4-letnega sina Lenarta, ki ga je dala v kraljevo palačo v Stockholmu in je bival v sobi zraven Viktorije. V svojih spominih je Viktorija opisana kot zelo stroga, vezana na tradicijo in konservativna, z močno vero: [Viktorija] je pogosto zelo težka in stroga, družina in dvor je trepetala v istem smislu. Bila je visoka, hladna in nedostopno, in to ni bilo mogoče prekiniti niti za milimeter. Na drugi strani pa je bila tudi zelo ljubeča in je vedla, kako najti dolge zgodbe, ki jih je povedala svojim vnukom. Vseeno pa je bila radodarnost je bila značilna zanjo.
Kraljica Viktorija je imela precejšen politični vpliv nad možem, ki se je bil pogosto štel za pronemškega. Leta 1908 je bila Viktorija na uradnem obisku v Berlinu z Gustavom, kjer je bila postala častna pruska polkovnica: opisana je bila kot stroga in militantna oseba in je bilo rečeno, da je imela srce pruskega vojaka. Bila je zelo stroga z disciplino in če jo je kateri od članov straže palače pozabil pozdraviti, je na splošno bil aretiran. Kot globoka konservativka v svojih stališčih je zamerila razpustitev švedsko-norveško unije (1905), veliki stavko iz leta 1909 ter zmaga radikalov, socialistov in tudi liberalcev na volitvah leta 1911. Ko je bil njen sin začasno regent leta 1912, ga je opozorila v pismih iz Italije, da ne sme biti preveč "intimen" z izvoljeno vlado.
Kraljica Viktorija je med prvo svetovno vojno izgubila veliko popularnost med Švedi zaradi njenega pro-nemškega odnosa, zlasti političnega med drugo svetovno vojno, ko naj bi vplivala na moža v velikih razsežnostih. Med prvo svetovno vojno je dala osebno darilo vsakemu švedskemu prostovoljcu, ki je pomagal nemškim silam. Ostala je v tesnih stikih z nemškim cesarjem, ki ga je večkrat obiskala v času vojne. Ustanovila je "Drottningens centralkomittée" ("Centralni kraljičin komite") za obrambne opreme. Zelo je zamerila socialdemokratsko volilne zmago leta 1917 in je delala, da bi jim preprečila sodelovanje v vladi. Politični vpliv Viktorije je bil ustanovljen na položaju moči njenega prvega bratranca, nemškega cesarja Viljema II. in ko je bil odstavljen v 1918-19, je izgubila ves svoj politični vpliv na Švedskem.
Septembra 1918 je umrl njen najmlajši sin Erik za dvojno pljučnico. Princ je v zadnjih letih svojega življenja živel v Drottningholmu. Po njegovem pogrebu v Riddarholmskyrkan je dvor razglasili šest mesecev žalovanja.
Kraljica Viktorija je preživela veliko svojega časa v tujini zaradi zdravstvenih razlogov, saj se švedsko podnebje ni zdelo dobro za njo in v svojih zadnjih letih kot kraljica je bila redko prisotna na Švedskem: sodelovala je na uradnem obisku v Norrlandu leta 1921, v Dalarnu leta 1924 in na Finskem leta 1925. Njen zadnji uradni nastop kot kraljice je bil na Finskem; čeprav je obiskala Švedsko na moževem rojstnem dnevu leta 1928, ona sama se ni kazala v javnosti. V teh proslavah pa je nekdo opazil lik ženske za zaveso v kraljevi palači v Stockholmu: on ji je pomahal in ona mu je pomahala nazaj s svojim robcem. Po tem je za vedno zapustila Švedsko in šla v Italijo. Umrla je dve leti pozneje.
Bila je 855. dama Kraljevskega reda kraljice Marija Luise.

## Smrt
Proti koncu svojega življenja, ko je njeno zdravstveno stanje upadalo, ji je Munthe priporočil, naj ne preživi toliko časa na Capriju in se vrne na Švedsko za nekaj časa, kjer je zgradila vilo v Capri stilu. Nato se je preselila v Rim.
Njen zadnji obisk Švedske je bil leta 1928 na moževem 70. rojstnem dnevu in kraljica Viktorija je umrla 4. aprila 1930 na svojem domu v vili Svezia v Rimu v starosti 67 let.

## Rodovnik
Po smrti njenega brata Friderika II. Badenskega leta 1928, ki ni imel otrok, je Viktorija postala dedič svojega pradedka kralja Gustava IV. Adolfa Švedskega, ki je bil odstavljen leta 1809. Nepovezana rodbina Bernadotte je bila izvoljena na švedski prestol leta 1810 in je vladala od takrat naprej. Viktorijin sin kralj Gustav VI. Adolf Švedski lahko zato trdi, da je direktni dedič Gustava IV. rodbine Holstein-Gottorp in rodbine Vasa kot tudi Bernadottskih kraljev Švedske.

## Otroci
| Name                                          | Birth             | Death              | Notes |
| --------------------------------------------- | ----------------- | ------------------ | --- |
| Kralj Gustav VI. Adolf Švedski                | 11. november 1882 | 15. september 1973 | Poročen 1): Princesa Margareta Connaughtska (1882–1920), imel potomce (štirje sinovi, ena hčerka), poročen 2): Lejdi Louise Mountbatten (1889–1965), imel potomce (ena mrtvorojena hčerka) |
| Princ Viljem Švedski, vojvoda Södermanlandski | 17. junij 1884    | 5. junij 1965      | poročen z veliko vojvodinjo Marijo Pavlovno Rusko (1890–1958), imel potomce |
| Princ Erik Švedski, vojvoda Västmanlandski    | 20. april 1889    | 20. september 1918 | umrl neporočen za špansko gripo, ni imel potomcev |

## Nazivi in grbi

### Nazivi
- 7. avgust 1862 – 20. aeptember 1881: Njena vojvodska presvetla visokost princesa Viktorija Badenska
- 20. september 1881 – 7. junij 1905: Njena kraljeva visokost prestolonaslednica Švedske in Norveške
- 7. junij 1905 – 8. december 1907: Njena kraljeva visokost prestolonaslednica Švedske
- 8. december 1907 – 4. april 1930: Njeno veličanstvo kraljica Švedske

### Grbi
- Zakonski grb prestolonaslednika Gustava in prestolonaslednice Viktorije
- Grb Viktore, kraljice Švedske

## Predniki
|  |                                                      |  |  |  |  |  |  |  |  |  |  |  |  |  |  |  |
|  | Karl Friderik Badenski                               |  |  |  |  |  |  |  |  |  |  |  |  |  |  |  |
|  |                                                      |  |  |  |  |  |  |  |  |  |  |  |  |  |  |  |
|  |                                                      |  |  |  |  |  |  |  |  |  |  |  |  |  |  |  |
|  | Leopold Badenski                                     |  |  |  |  |  |  |  |  |  |  |  |  |  |  |  |
|  |                                                      |  |  |  |  |  |  |  |  |  |  |  |  |  |  |  |
|  |                                                      |  |  |  |  |  |  |  |  |  |  |  |  |  |  |  |
|  | Ludovika Karolina Geyer von Geyersberg               |  |  |  |  |  |  |  |  |  |  |  |  |  |  |  |
|  |                                                      |  |  |  |  |  |  |  |  |  |  |  |  |  |  |  |
|  |                                                      |  |  |  |  |  |  |  |  |  |  |  |  |  |  |  |
|  | Friderik I. Badenski                                 |  |  |  |  |  |  |  |  |  |  |  |  |  |  |  |
|  |                                                      |  |  |  |  |  |  |  |  |  |  |  |  |  |  |  |
|  |                                                      |  |  |  |  |  |  |  |  |  |  |  |  |  |  |  |
|  | Gustav IV. Adolf Švedski                             |  |  |  |  |  |  |  |  |  |  |  |  |  |  |  |
|  |                                                      |  |  |  |  |  |  |  |  |  |  |  |  |  |  |  |
|  |                                                      |  |  |  |  |  |  |  |  |  |  |  |  |  |  |  |
|  | Zofija Švedska                                       |  |  |  |  |  |  |  |  |  |  |  |  |  |  |  |
|  |                                                      |  |  |  |  |  |  |  |  |  |  |  |  |  |  |  |
|  |                                                      |  |  |  |  |  |  |  |  |  |  |  |  |  |  |  |
|  | Friderika Badenska                                   |  |  |  |  |  |  |  |  |  |  |  |  |  |  |  |
|  |                                                      |  |  |  |  |  |  |  |  |  |  |  |  |  |  |  |
|  |                                                      |  |  |  |  |  |  |  |  |  |  |  |  |  |  |  |
|  | Viktorija Badenska                                   |  |  |  |  |  |  |  |  |  |  |  |  |  |  |  |
|  |                                                      |  |  |  |  |  |  |  |  |  |  |  |  |  |  |  |
|  |                                                      |  |  |  |  |  |  |  |  |  |  |  |  |  |  |  |
|  | Friderik Viljem III. Pruski                          |  |  |  |  |  |  |  |  |  |  |  |  |  |  |  |
|  |                                                      |  |  |  |  |  |  |  |  |  |  |  |  |  |  |  |
|  |                                                      |  |  |  |  |  |  |  |  |  |  |  |  |  |  |  |
|  | Viljem I. Nemški                                     |  |  |  |  |  |  |  |  |  |  |  |  |  |  |  |
|  |                                                      |  |  |  |  |  |  |  |  |  |  |  |  |  |  |  |
|  |                                                      |  |  |  |  |  |  |  |  |  |  |  |  |  |  |  |
|  | Ludvika Mecklenburg-Strelitz                         |  |  |  |  |  |  |  |  |  |  |  |  |  |  |  |
|  |                                                      |  |  |  |  |  |  |  |  |  |  |  |  |  |  |  |
|  |                                                      |  |  |  |  |  |  |  |  |  |  |  |  |  |  |  |
|  | Ludovika Pruska                                      |  |  |  |  |  |  |  |  |  |  |  |  |  |  |  |
|  |                                                      |  |  |  |  |  |  |  |  |  |  |  |  |  |  |  |
|  |                                                      |  |  |  |  |  |  |  |  |  |  |  |  |  |  |  |
|  | Karl Friderik, veliki vojvoda Saško-Weimar-Eisenaški |  |  |  |  |  |  |  |  |  |  |  |  |  |  |  |
|  |                                                      |  |  |  |  |  |  |  |  |  |  |  |  |  |  |  |
|  |                                                      |  |  |  |  |  |  |  |  |  |  |  |  |  |  |  |
|  | Avgusta Saško-Weimarska                              |  |  |  |  |  |  |  |  |  |  |  |  |  |  |  |
|  |                                                      |  |  |  |  |  |  |  |  |  |  |  |  |  |  |  |
|  |                                                      |  |  |  |  |  |  |  |  |  |  |  |  |  |  |  |
|  | Marija Pavlovna Ruska                                |  |  |  |  |  |  |  |  |  |  |  |  |  |  |  |
|  |                                                      |  |  |  |  |  |  |  |  |  |  |  |  |  |  |  |
|  |                                                      |  |  |  |  |  |  |  |  |  |  |  |  |  |  |  |

## Fotografska dela
- "Preden smo dosegli tabor, smo naleteli na dolgi nizu beduinskih žensk v svojih dolgih modrih oblekah." Slika: Kraljica Viktorija Švedska. Egipt, 1890.
- "Reka Nil je Shellal, fotografija, ki je nastala v poznih popoldanskih urah 15. februarja 1891." Slika: Kraljica Viktorija Švedska. Egipt, 1891